# 南馬托格羅索州州長
南马托格罗索州州长（Governor of the State of Mato Grosso do Sul ）是南马托格罗索州（巴西）的州长，这个头衔是在1979年1月1日建州后设立的，现为雷納爾多·阿贊布賈 ，自2015年1月起是自 1 月 1 日起担任现任州长的愛德華多·里德爾将于 2022 年上任。